# Bernd Wehmeyer
Bernd Wehmeyer est un footballeur allemand né le 6 juin 1952 à Herford. Il était défenseur.

## Carrière
- 1971-1973 :  Arminia Bielefeld
- 1973-1975 :  Hanovre 96
- 1975-1976 :  Arminia Bielefeld
- 1976-1978 :  Hanovre 96
- 1978-1986 :  Hambourg SV[1]

## Palmarès
- Vainqueur de la Coupe d'Europe des clubs Champions en 1983 avec Hambourg
- Finaliste de la Coupe d'Europe des clubs Champions en 1980 avec Hambourg
- Finaliste de la Coupe de l'UEFA en 1982 avec Hambourg
- Champion d'Allemagne en 1979, 1982 et 1983 avec Hambourg
- Vice-champion d'Allemagne en 1980, 1981, et 1984 avec Hambourg